# Kanclerz nadworny (Szwecja)
Hovkansler ("Szwedzki kanclerz nadworny") urząd związany z administrowaniem dworu królewskiego. Urząd kanclerza nadwornego zaczął kształtować się około roku 1602, jednak za pierwszego hovkansler uchodzi Johan Adler Salvius piastujący ten urząd od roku 1634. Stanowisko kanclerza nadwornego zlikwidowano w roku 1840.

## Kanclerze nadworni 1634-1840
- 1634-1651 Johan Adler Salvius
- 1651-1661 Nils Nilsson Tungel
- 1661-1664 Mathias Björnclou
- 1664-1666 wakans
- 1666-1668 Johan Göransson Gyllenstierna z Lundholm
- 1668-1671 wakans
- 1671-1674 Edmund Gripenhielm
- 1674-1680 Edvard Philipsson Ehrenstéen
- 1677-1680 Frans Joel Örnestedt
- 1680-1685 Frans Joel Örnestedt
- 1685-1687 Erik Lindenschöld
- 1687-1690 Nils Gyldenstolpe
- 1690–1693 wakans
- 1693-1701 Johan Bergenhielm
- 1704-1705 Georg Johan Snoilsky
- 1705-1709 Wilhelm Julius Coyet
- 1710 Johan Paulin Lillienstedt
- 1710 Gustaf Cronhielm
- 1710-1714 Gustaf Henrik von Müllern
- 1714-1716 Johan Palmqvist
- 1716-1720 Georg Wachschlager
- 1720-1723 Carl Gyllenborg
- 1723-1727 Joachim von Düben
- 1727-1747 Johan Henrik von Kochen
- 1747-1750 Erik Mathias von Nolcken
- 1751-1755 Carl Otto Hamilton af Hageby
- 1756 Henning Adolf Gyllenborg
- 1756-1758 Edvard Carleson
- 1763- Olof von Dalin
- 1764-1769 Carl Vilhelm von Düben
- 1769-1773 Sven Bunge
- 1773-1781 Fredrik Sparre
- 1781-1786 Malte Ramel
- 1786-1792 wakans
- 1792-1798 Lars von Engeström
- 1793-1797 Nils Barck(t.f)
- 1797-1801 Fredrik Vilhelm von Ehrenheim(t.f)
- 1801-1809 Christoffer Bogislaus Zibet
- 1809 – Gustaf Lagerbielke
- 1809–1824 – Gustaf af Wetterstedt
- 1824–1838 – David von Schulzenheim
- 1838 – August von Hartmansdorff
- 1838–1840 – Albrecht Ihre